# Sapioris, Lerdo
Sapioris är en ort i Mexiko.   Den ligger i kommunen Lerdo och delstaten Durango, i den centrala delen av landet, 800 km nordväst om huvudstaden Mexico City. Sapioris ligger 1 168 meter över havet och antalet invånare är 1 866.
Terrängen runt Sapioris är kuperad åt sydväst, men åt nordost är den platt. Runt Sapioris är det ganska glesbefolkat, med 47 invånare per kvadratkilometer. Sapioris är det största samhället i trakten. Trakten runt Sapioris består till största delen av jordbruksmark.